# Bundesstraße 470
De Bundesstraße 470 (afkorting: B470) is een 175 kilometer lange bundesstraße in de Duitse deelstaat Beieren.
De weg begint bij Bad Windsheim en loopt langs de plaatsen Neustadt an der Aisch, Forchheim, Auerbach in der Oberpfalz, Kirchenthumbach, Eschenbach en eindigt bij Weiden. De B470 is 175 kilometer lang.

## Routebeschrijving
De B470 begint bij afrit Bad Windsheim (A7). De weg loopt langs Illesheim, Bad Windsheim, door het dal van de Aisch, hier komt men door Ipsheim, langs Neustadt an der Aisch waar ze samenloopt met de B8 en Höchstadt an der Aisch. De B470  kruist bij afrit Höchstadt-Ost de A3 loopt langs Adelsdorf ,door Forchheim waar ze bij afrit Forchheim-Süd de A73 kruist, loopt  door Ebermannstadt, Pottenstein en Pegnitz waar de weg aansluit op de B2. Samen lopen de B2/B470 naar een kruising met de B2/B85 waarna de B85/B470 bij afrit Pegnitz de A9 kruisen. De B85|B470 loopt lopen samen naar de afrit Auerbach waar de B470 afbuigt langs Auerbach in der Oberpfalz, Kirchenthumbach, Eschenbach, Pressath en Schwarzenbach, om bij afrit Weiden-west A93 te eindigen.

## Geschiedenis
De B470 begon oorspronkelijk een paar kilometer westelijker op de B25 in Steinfeld-Reichelshofen. Beide wegen zijn inmiddels afgewaardeerd naar een Staatsstraße vanwege de bouw van de A7 in de jaren '80.

## Verkeersintensiteiten
In 2010 reden dagelijks veelal 7.000 tot 11.000 voertuigen tussen de diverse steden tussen Bad Windsheim en Forchheim en pieken in de grotere kernen, zoals 18.000 voertuigen in Neustadt an der Aisch. In Forchheim rijden maximaal 27.000 voertuigen, dalend naar 2.500 tot 4.500 voertuigen oostelijker tot Weiden. Het laatste deel bij Weiden is met 15.000 voertuigen wat drukker.
B2 · B2a · B2R · B3 · B4 · B4R · B8 · B10 · B11 · B12 · B13 · B13n · B14 · B15 · B15n · B16 · B17 · B18 · B19 · B20 · B21 · B22 · B23 · B25 · B26 · B26a · B27 · B28 · B28a · B29 · B30 · B31 · B31a · B32 · B33 · B33a · B34 · B35 · B36 · B37 · B38 · B38a · B39 · B44 · B45 · B47 · B85 · B89 · B131n · B173 · B276 · B278 · B279 · B285 · B286 · B287 · B289 · B290 · B291 · B292 · B293 · B294 · B295 · B296 · B297 · B298 · B299 · B300 · B301 · B302 · B303 · B304 · B305 · B306 · B307 · B308 · B309 · B310 · B311 · B312 · B313 · B314 · B315 · B316 · B317 · B318 · B319 · B340 · B378 · B388 · B415 · B425 · B426 · B462 · B463 · B464 · B465 · B466 · B467 · B468 · B469 · B470 · B471 · B472 · B491 · B492 · B500 · B505 · B512 · B523 · B532 · B533 · B535 · B588 · B999